# غنبلة (جلغة)
غنبلة (بالفارسية: گنبله) هي قرية تقع في إيران في قسم جلغة الريفي. يقدر عدد سكانها بـ 298 نسمة بحسب إحصاء 2016.